# Colombier-le-Jeune
Colombier-le-Jeune ist eine französische Gemeinde mit 566 Einwohnern (Stand 1. Januar 2022) im Département Ardèche in der Region Auvergne-Rhône-Alpes. Sie gehört zum Arrondissement Tournon-sur-Rhône und zum Kanton Tournon-sur-Rhône.
Sie grenzt im Westen an Le Crestet (Berührungspunkt), im Nordwesten an Boucieu-le-Roi, im Nordosten an Saint-Barthélemy-le-Plain, im Osten an Plats, im Südosten an Saint-Sylvestre und im Südwesten an Gilhoc-sur-Ormèze.

## Bevölkerungsentwicklung
| Jahr                       | 1962 | 1968 | 1975 | 1982 | 1990 | 1999 | 2008 | 2014 | 2020 |
| -------------------------- | ---- | ---- | ---- | ---- | ---- | ---- | ---- | ---- | ---- |
| Einwohner                  | 618  | 541  | 512  | 503  | 522  | 505  | 552  | 570  | 571  |
| Quellen: Cassini und INSEE |      |      |      |      |      |      |      |      |      |

## Sehenswürdigkeiten
- Dolmen von Chabot
- Pfarrkirche Notre-Dame-de-l’Assomption

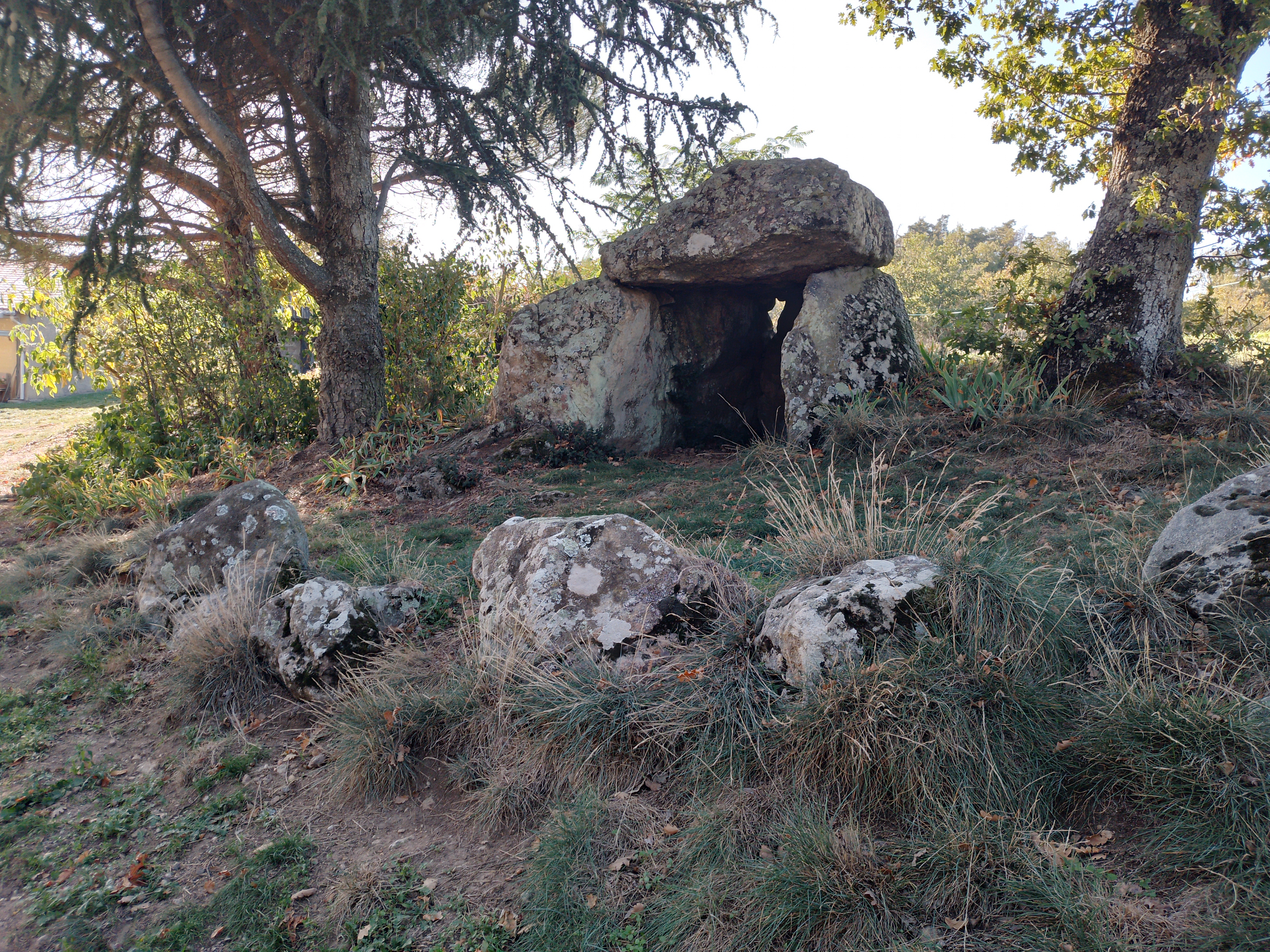
Dolmen von Chabot
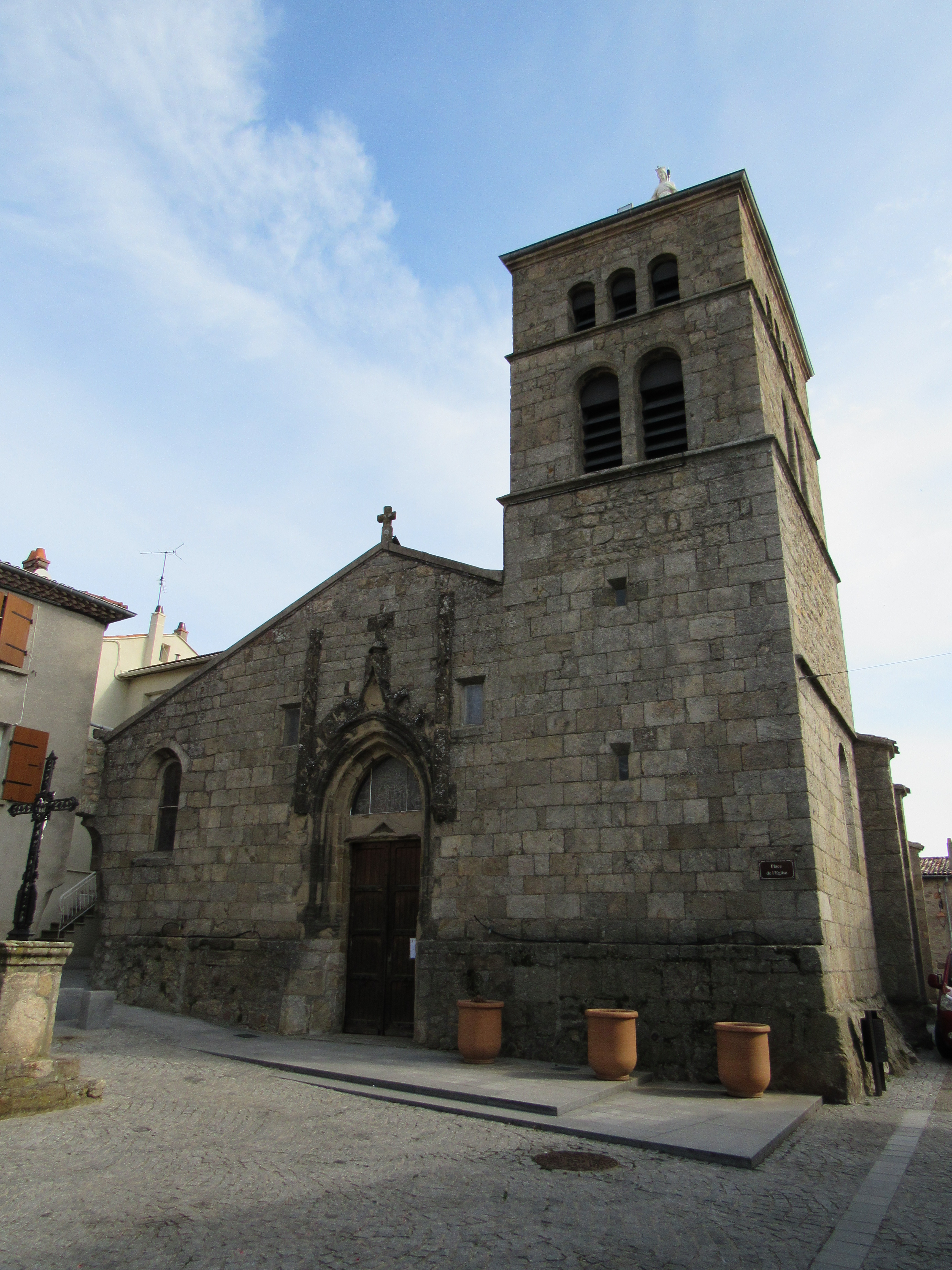
Pfarrkirche Notre-Dame-de-l’Assomption